# Mamie Smith
Mamie Smith (Cincinnati, 26 de Maio de 1883 – Nova Iorque, 16 de Setembro de 1946) foi uma norte-americana cantora de vaudeville, dançarina, pianista e actriz, figurando em vários filmes numa fase mais avançada da sua carreira. Como cantora de vaudeville executou vários estilos, incluindo jazz e blues. Entrou para a história dos blues ao ser a primeira afro-americana a gravar blues vocais em 1920.

## Primeiros anos
Mamie Robinson nasceu a 26 de Maio de 1883, provavelmente em Cincinnati, Ohio, embora não existam registos do seu nascimento. Enquanto adolescente, dançou no Salem Tutt Whitney's Smart Set.

## Carreira musical
A 10 de Agosto de 1920 Mamie Smith gravou em Nova Iorque um conjunto de canções, todas escritas pelo experiente compositor afro-americano Perry Bradford, incluindo "Crazy Blues" e "It's Right Here For You (If You Don't Get It, 'Tain't No Fault of Mine)". Estas foram as primeiras gravações de blues vocais por uma cantora afro-americana, tendo o disco se tornado um best-seller explosivo, vendendo um milhão de cópias num ano. Para surpresa das gravadoras, grande número de discos foi comprado por afro-americanos, um mercado até aí negligenciado pela indústria de gravação. "Crazy Blues" em particular foi realçado como um número distintamente "de cor" executado por uma cantora também "de cor". Devido à importância histórica de "Crazy Blues", foi indicado para o Grammy Hall of Fame em 1994 e em 2005 foi seleccionada para conservação permanente no National Recording Registry da Biblioteca do Congresso.
Embora outros afro-americanos tenham gravado antes dela, tais como George W. Johnson na década de 1890, todos eram artistas negros, que tinham um substancial número de seguidores entre as audiências euro-americanas. O sucesso das gravações de Smith fez com que as gravadoras procurassem outras cantoras de blues, dando início à chamada era do blues clássico feminino. Também abriu a indústria de gravação a gravações por e para afro-americanos noutros géneros.
Mamie Smith continuou a fazer uma série de gravações populares para a Okeh ao longo da década de 1920. Fez também algumas gravações para a Victor. Fez tournées pelos Estados Unidos e Europa com a sua banda "Mamie Smith & Her Jazz Hounds" como parte do "Mamie Smith's Struttin' Along Review". Foi promovida como "A Rainha dos Blues". Esta promoção de Mamie Smith depressa foi superada por Bessie Smith, que se designava a si própria como "A Imperatriz dos Blues."

## Carreira no cinema e últimos anos
Mamie Smith figurou num dos primeiros filmes sonoros, Jail House Blues, em 1929. Aposentou-se da gravação e actuação em 1931. Voltou a actuar em 1939, figurando no filme Paradise in Harlem produzido pelo seu marido Jack Goldberg. Surgiu em filmes posteriores, incluindo Mystery in Swing, Sunday Sinners (1940), Stolen Paradise (1941), Murder on Lenox Avenue (1941), e Because I Love You (1943). Morreu no final de 1946, em Nova Iorque.

## Fonte da tradução
- Este artigo foi inicialmente traduzido, total ou parcialmente, do artigo da Wikipédia em inglês cujo título é «Mamie Smith», especificamente desta versão.